# Font de la Mina (Caldes de Malavella)
La Font de la Mina és una font situada al nucli urbà de Caldes de Malavella (Selva) inclosa en l'Inventari del Patrimoni Arquitectònic de Catalunya.

## Descripció
Té forma d'arc de mig punt, i està realitzada amb pedra calcària encastada a un mur d'obra vista i amb un brollador. D'aquest mur surten dos braços que formen dos bancs. El conjunt té forma d'U. Formant part de la mateixa estructura unes escales donen accés a la carretera. Les parets situades darrere dels bancs estan pintades i estocades amb tonalitats terroses. Al costat de la font hi ha un safareig d'aigua calenta on encara s'hi va a rentar.

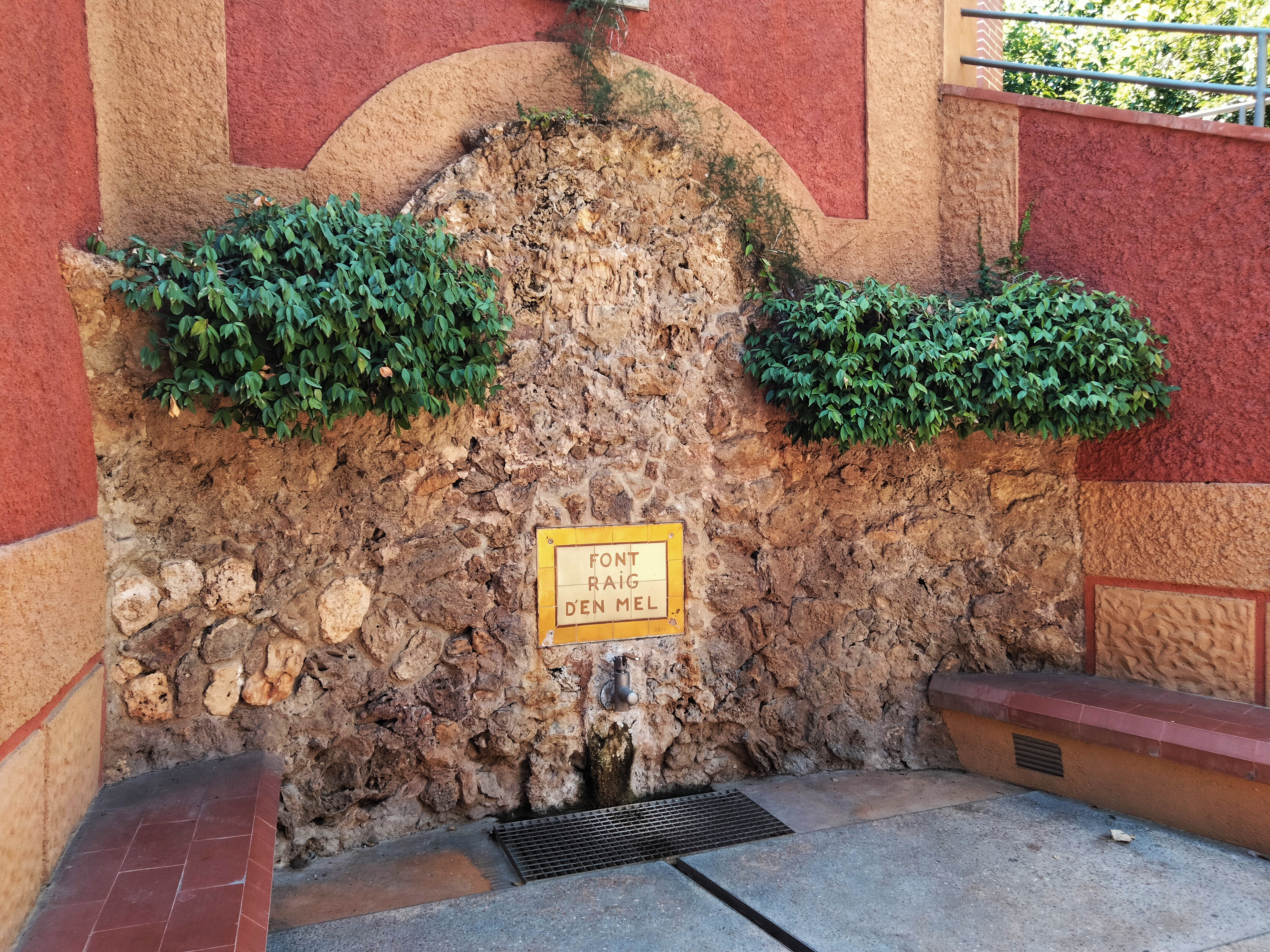
Detall de la font

L'aigua termal de la font de la Mina, també coneguda com la del Raig d'en Mel o d'en Xiberta, brolla a una temperatura propera als 60 graus i prové de la font del Puig de les Moleres.

## Història
Tot i no ser la més antiga, és una de les fonts més populars de Caldes i va sorgir arran d'una extracció de terres feta per dessecar un camp pantanós. Això passava a mitjans del segle xviii, després que les fonts del poble deixessin de rajar com a conseqüència d'un terratrèmol produït l'any 1755. Aquesta aturada va ser temporal i un cop restablerta la normalitat es va comprovar que al sector de les Moleres sortia aigua calenta: era, doncs, una tercera deu d'aigua termal que s'afegia a les del puig de les Ànimes i de Sant Grau. La descoberta va portar a crear una mina i, posteriorment, a la canalització de l'aigua i a l'obertura de la font pública que avui continua sent un dels llocs més visitats de Caldes.

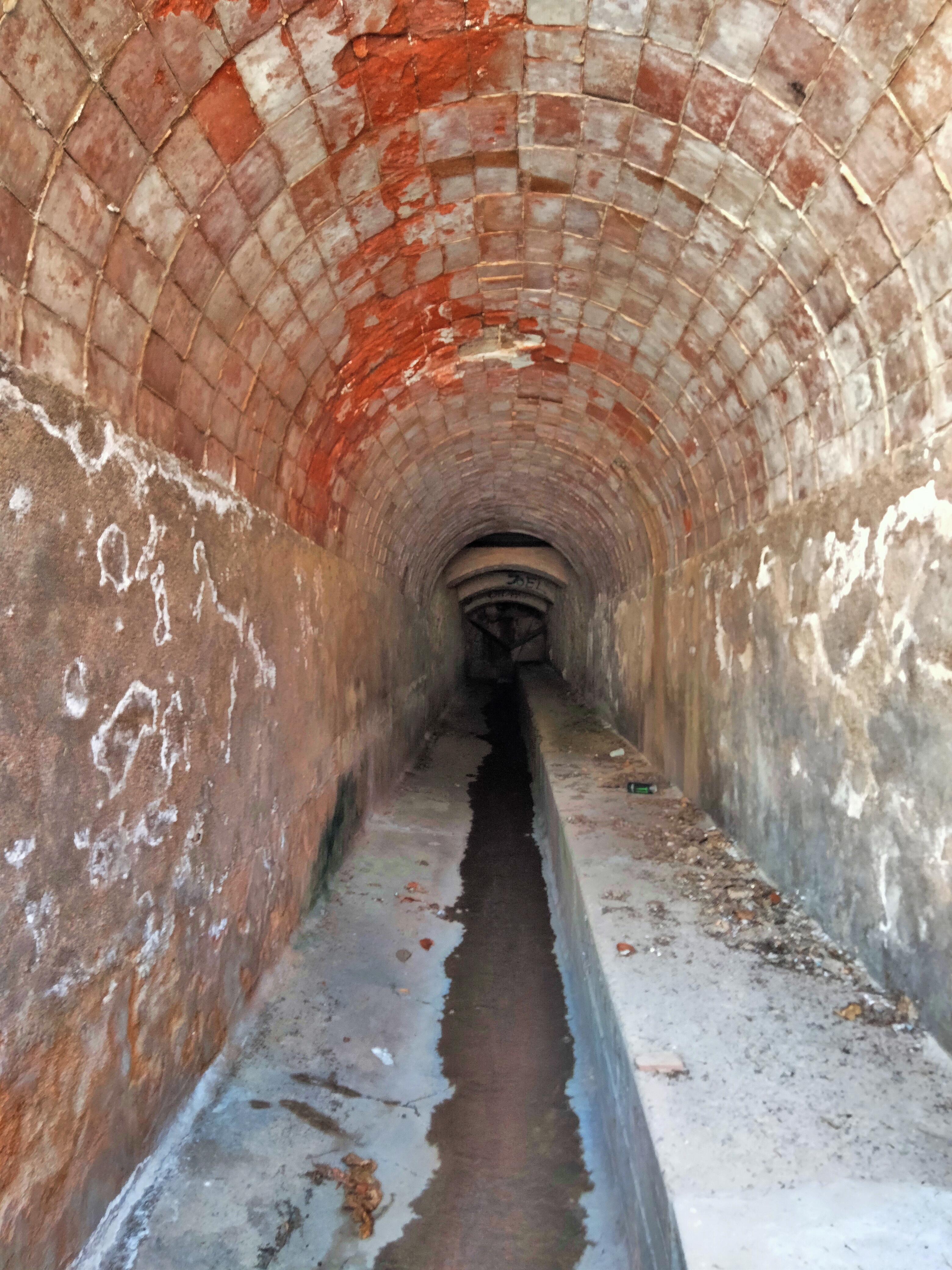
La mina que dona nom a la font

A mitjan segle xix l'aigua termal de la font de la Mina es va canalitzar per a donar-li un ús balneari. Al costat hi ha uns antics safareigs creats a principis del segle XX sobre la riera del Lleixiu, un nom que prové del convenciment que l'aigua de Caldes té molt bones propietats per rentar la roba. Aquests rentadors formen part del conjunt de la font de la Mina, que es completa amb una zona enjardinada que convida a asseure's i assaborir l'aigua termal. El vincle de Caldes de Malavella amb l'aigua és latent a tot el poble però resulta especialment evident a l'entorn de la Mina, un espai situat al carrer de Trasmuralla que exemplifica diferents usos socials d'aquest element: d'una banda, l'apreciada font d'aigua termal i, de l'altra, els antics safareigs on es rentava la roba.